# Valentin Crețu (sănier)
Valentin Crețu (n. 9 septembrie 1989, Sinaia, România) este un sănier român.

## Carieră
A participat de patru ori la Jocurile Olimpice, la Jocurile Olimpice din 2010, 2014, 2018 și 2022. Cel mai bun rezultat a fost locul 9 la ștafetă mixtă, alături de Raluca Strămăturaru, Marian Gîtlan și Darius Șerban, la Jocurile Olimpice din 2022. Tot la Beijing s-clasat pe locul 29 la individual după ce a fost pe locul 15 după două manșe bune. Dar la manșa a treia el s-a răsturnat aproape de linia de finiș.
În plus el a participat la zece Campionate Mondiale, din 2007 până în 2021, în 2015 nu a participat. Cele mai bune rezultate au fost locul 8 la Mondialele din 2009 și 2017 cu echipa României și locul 17 la Campionatul Mondial din 2019 de la Winterberg la individual.

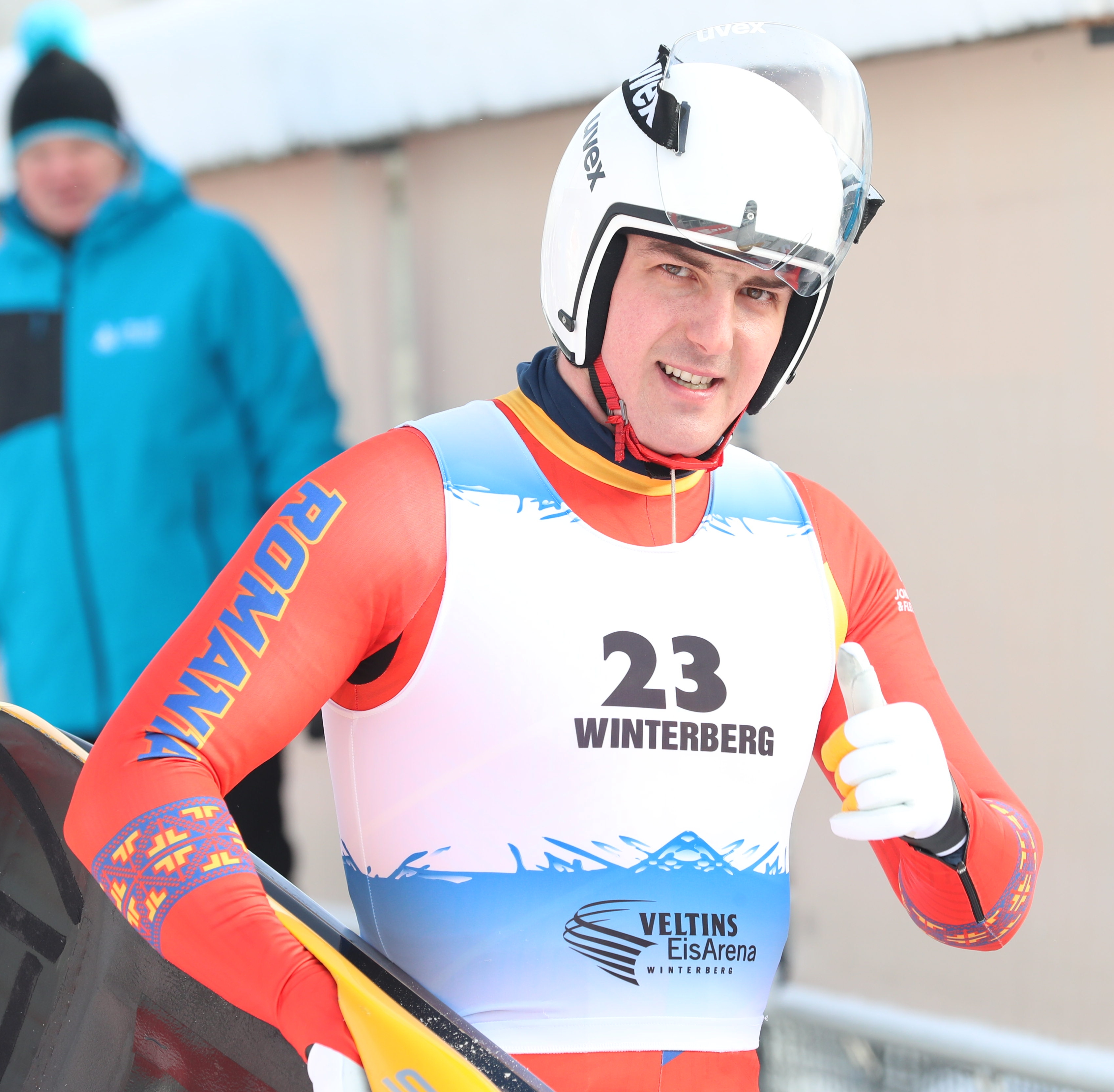
La Campionatul Mondial din 2019
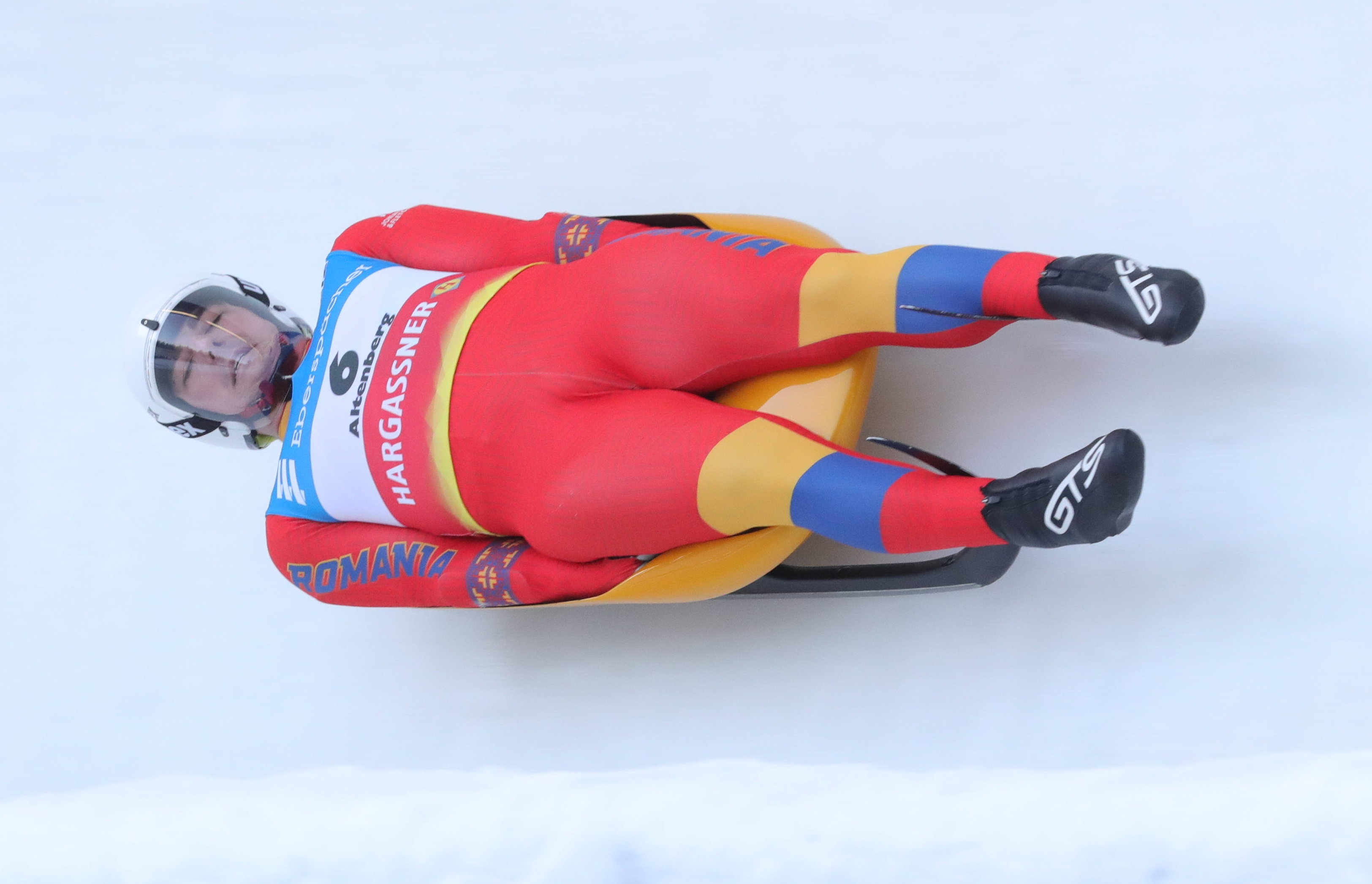
La Cupa Mondială din 2021
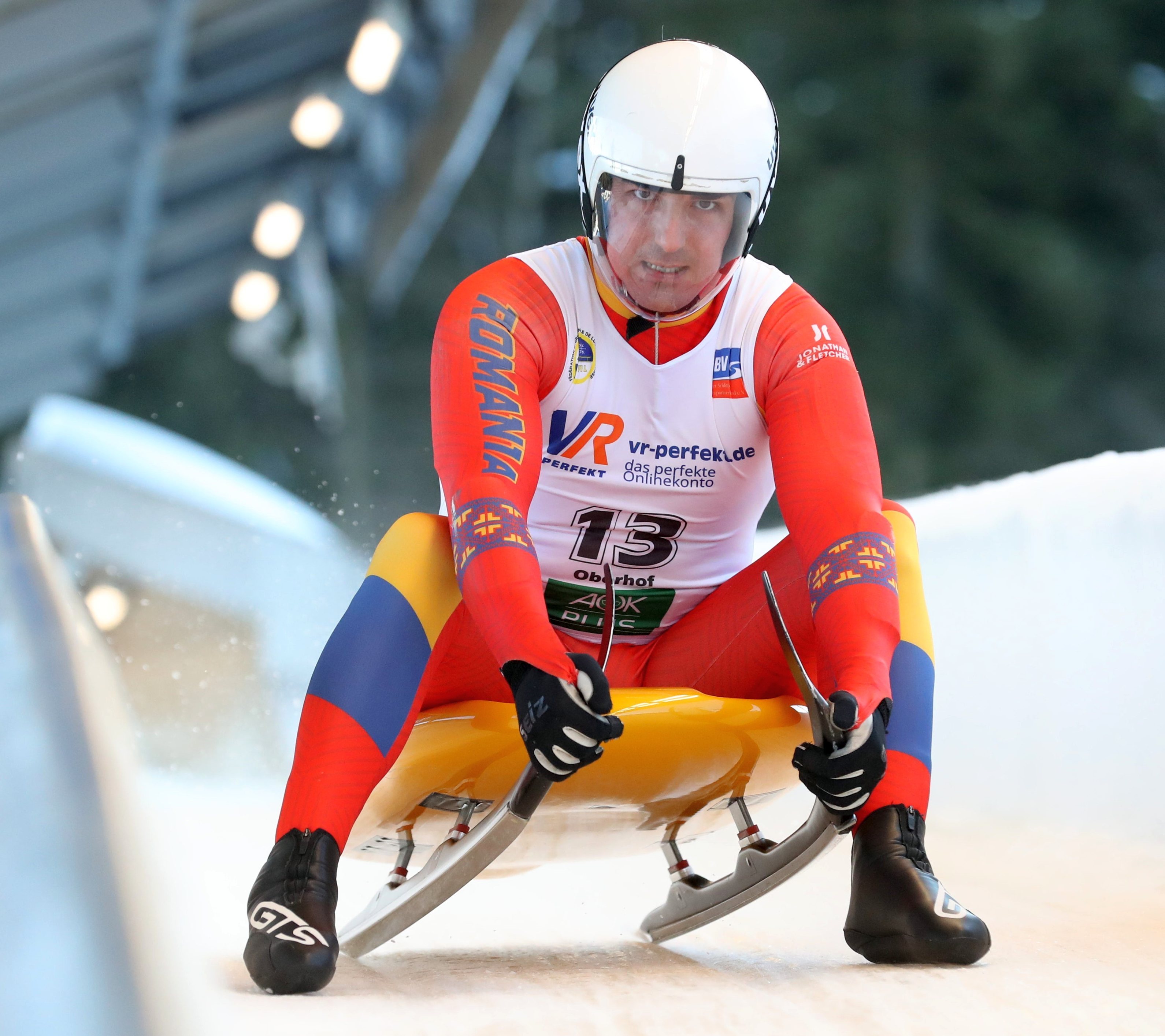
La Cupa Națiunilor din 2022

## Realizări
| An   | Competiție          | Locație                    | Loc | Note       |
| ---- | ------------------- | -------------------------- | --- | ---------- |
| 2007 | Campionatul Mondial | Innsbruck-Igls, Austria    | 35  | individual |
| 2007 | Campionatul Mondial | Innsbruck-Igls, Austria    | 11  | ștafetă    |
| 2009 | Campionatul Mondial | Lake Placid, Statele Unite | 40  | individual |
| 2009 | Campionatul Mondial | Lake Placid, Statele Unite | 8   | ștafetă    |
| 2010 | Jocurile Olimpice   | Vancouver, Canada          | 31  | individual |
| 2011 | Campionatul Mondial | Cesena, Italia             | 30  | individual |
| 2012 | Campionatul Mondial | Altenberg, Germania        | 27  | individual |
| 2012 | Campionatul Mondial | Altenberg, Germania        | 10  | ștafetă    |
| 2013 | Campionatul Mondial | Whistler, Canada           | 32  | individual |
| 2013 | Campionatul Mondial | Whistler, Canada           | NAT | ștafetă    |
| 2014 | Jocurile Olimpice   | Soci, Rusia                | 29  | individual |
| 2016 | Campionatul Mondial | Königssee, Germania        | 18  | individual |
| 2016 | Campionatul Mondial | Königssee, Germania        | 9   | ștafetă    |
| 2017 | Campionatul Mondial | Innsbruck-Igls, Austria    | 22  | individual |
| 2017 | Campionatul Mondial | Innsbruck-Igls, Austria    | 10  | ștafetă    |
| 2018 | Jocurile Olimpice   | Pyeongchang, Coreea de Sud | 29  | individual |
| 2018 | Jocurile Olimpice   | Pyeongchang, Coreea de Sud | 10  | ștafetă    |
| 2019 | Campionatul Mondial | Winterberg, Germania       | 17  | individual |
| 2019 | Campionatul Mondial | Winterberg, Germania       | 8   | ștafetă    |
| 2020 | Campionatul Mondial | Soci, Rusia                | 20  | individual |
| 2021 | Campionatul Mondial | Königssee, Germania        | 22  | sprint     |
| 2021 | Campionatul Mondial | Königssee, Germania        | 24  | individual |
| 2021 | Campionatul Mondial | Königssee, Germania        | 9   | ștafetă    |
| 2022 | Jocurile Olimpice   | Beijing, China             | 29  | individual |
| 2022 | Jocurile Olimpice   | Beijing, China             | 9   | ștafetă    |